# Пежанський Григорій
Григорій Пежанський (1860, с. Пчани, нині Жидачівська міська громада, Львівська область — 16 січня 1925, м. Львів) — інженер-архітектор, громадський діяч.

## Життєпис
Народився в селі Пчани нині Жидачівського району Львівської області. 
Закінчив гімназію у Стрию; архітектурне відділення Львівської політехнічної школи; Цісарсько-королівський інститут у Відні, де отримав диплом інженера-архітектора. 
Розпочав роботу у Львівському магістраті, перейшов на державну службу у намісництво, де працював радником з будівництва до 1924.
Член Політехнічного товариства у Львові у 1888—1890 роках та від 1893. Від 1896 року мав статус «пожиттєвого члена». 1895 року обраний до правління товариства. Директор страхового товариства «Дністер». Один із засновників Українського технічного товариства, протягом деякого часу його голова. (із 22 листопада 1917 по 1918 рік)[джерело?], член правління НТШ, Українського педагогічного товариства та член Кураторії Народного Дому та Ставропігійського інституту у Львові. Член журі конкурсів на проєкт будівлі Львівського університету (1913), відпочинкового дому товариства «Праця» в смт Рудне (1923).
Через стан здоров'я вийшов на пенсію 1924 року. Помер 16 січня 1925 року у Львові, похований на Личаківському цвинтарі, поле № 75. Старший син Григорія Пежанського, Олександр також став архітектором, а молодший Михайло — будівельним інженером.

## Роботи
- Трибуни стадіону на 8 000 глядачів поблизу головної алеї Крайової виставки 1894 року. Будівництво здійснив інженер Тадеуш Мюллер.[8]
- Ресторан на Крайовій виставці 1894 року. Реалізований Іваном Долинським.[9]
- Реконструкція будинку сейму (нині головний корпус Львівського університету, вул. Університетська, 1).[1]
- Власний будинок на нинішній вулиці Вітовського, 22 (кін. XIX ст.).[10]
- Проєкт і керівництво спорудженням нового приміщення для бібліотеки Львівського університету на нинішній вулиці Драгоманова, 5 (1905).[10]
- До 1911 року завершив будівництво корпусів геологічно-палеонтологічного факультету по вул. Кирила і Мефодія, 6 і 8 (тепер фіз. і хім. факультети Львівського університету). Первинний проєкт Різорі від 1892 року. У спорудженні брав участь Йозеф Браунзайс.[10]
- Проєкт гімназії в м. Сокаль.[1]
- Проєкт пошти в м. Броди.[1]
- Проєкт казарм у Коломиї.[1]
- Проєкт жіночої учительської семінарії у Львові на нинішній вулиці Туган-Барановського, 7. Реалізований 1899 року. Спорудженням займались Август Богохвальський і Юзеф Масловський.[11]
- За участі Пежанського постали: корпус Академічного Дому, Палац мистецтв на Крайовій виставці (1894), Музичний інститут ім. Лисенка.[1]
- Керівництво спорудженням художньо-промислової школи.[1]